# مدیریت چرخه‌عمر محصول
مدیریت چرخه‌ی عمر محصول (به انگلیسی: Product Lifecycle Management)از مفاهیم مهم بازاریابی است. در بازاریابی برای هر محصول جدیدی که وارد بازار شود، چرخه‌ای قائل هستند که محصول در طول عمرش مراحل مختلف آن را طی می‌کند. مراحلی که هر کدام ویژگی‌های خاصی دارند و نیازمند اقدامات ویژه‌ای هستند تا سازمان را قادر سازد که به بهترین شکل از آن محصول سود ببرد.
این مراحل عبارتند از دوره‌ معرفی، دوره‌ رشد، دوره‌ی بلوغ و دوره‌ افول. طبیعتاً هر کدام از این دوره‌ها نیازمند استراتژی بازاریابی به خصوص، ترکیب ویژه‌ای از آمیخته‌ی بازاریابی و مدیریتی ویژه‌ی همان دوره است. بنابراین باید بپذیریم که شناسایی این چرخه اهمیت ویژه‌ای دارد.
نمودار زیر میزان فروش در دوره‌های مختلف در عمر یک محصول را نمایش می‌دهد.

## چرخه عمر محصول
هرچند بسیاری از محصولات در دوره‌ی معرفی به بازار، شکست می‌خورند و وارد دوره‌های بعدی نمی‌شوند، اما در صورت گذر از مرحله‌ی معرفی، مراحل رشد و بلوغ و افول نیز در ادامه خواهد آمد.
اما در هر مرحله چه استراتژی‌هایی را باید اتخاذ کرد؟

## معرفی
در این دوره، کسب سود فوری چندان مورد نظر مدیر محصول نمی‌باشد. برنامه‌های بازاریابی و تبلیغات بیشتر بر ایجاد آگاهی از وجود محصول تأکید دارند تا بتوانند برای محصول مورد نظر بازار را ایجاد نمایند. از نگاه ۴p بازاریابی یا همان آمیخته بازاریابی می‌توان این گونه مرحله‌ی معرفی را تحلیل  کرد:
محصول product: توصیه می‌شود در این مرحله، مالکیتهای فکری محصول نظیر نام تجاری و ثبت اختراع، برند و غیره حفظ شوند.
قیمت Price: دو استراتژی کاملاً متفاوت را در این مرحله در پیش می‌گیرند که هر کدام بستگی به محصول مورد نظر دارد. اگر محصول شما دارای رقیبی در بازار نیست و یک محصول خلاقانه یا جدید با ویژگی‌های منحصربه‌فرد را به بازار معرفی کرده‌اید، می‌توانید به منظور پوشش هزینه‌های تحقیق و توسعه‌ی محصول، قیمت بالا را در نظر بگیرید و دست کم تا زمان حضور رقبای جدید این استراتژی را ادامه دهید. اما اگر وارد بازار محصولی شده‌اید، که رقبای زیادی در شبکه توزیع و فروش دارید، بهتر است قیمتهای نفوذی پایین را در نظر بگیرید.
توزیع Place: در مرحله‌ی معرفی توزیع به صورت انتخابی می‌باشد به این معنا که در مکانها و فروشگاه‌های مشخصی توزیع می‌شود. این روند تا زمان پذیرفته شدن محصول توسط مشتریان و بازار هدف ادامه خواهد داشت.
ترفیع Promotion: آگاهی از نحوه‌ی عمل با این آمیخته‌ی بازاریابی برای مرحله‌ی معرفی بسیار حائز اهمیت است. در این مرحله، هدف برنامه‌های بازاریابی می‌بایست افراد نوجو (آنها که به دنبال استفاده از محصولات جدید و نوآورانه هستند) باشد. می‌بایست در این مرحله افراد Innovators را که معمولاً تمایل به استفاده از محصولات جدید دارند را با محصولمان آشنا کنیم و از طریق آن‌ها به سایر مشتریان نیز استفاده از محصول را آموزش دهیم.
طبیعتاً فروش محصولات در مرحله‌ی معرفی پایین خواهد بود و تا زمانی که محصول برای مشتریان شناخته شده تلقی شود، سطح پایین فروش و سود طبیعی است. برخی تولید کنندگان و فروشندگان برای کوتاه کردن زمان معرفی، پیش از ورود محصول به بازار، مشتریان را از ورود محصول جدیدشان به بازار طی روزهای آینده مطلع می‌کنند. اما مشکل این روش آن است که اثر غافلگیرکنندگی محصول را از بین می‌برد.

## رشد
باید گفت که در مرحله‌ی رشد ایجاد ترجیح برای برند و برتری برای برند و در ادامه‌ی آن افزایش سهم بازار از اهداف اصلی است. در این مرحله انتظار رشد سریعتری برای فروش محصول می‌رود. ممکن است در قسمت‌های پایانی این مرحله با ورود رقبای دیگر به بازار این محصول، رقابت در قیمت ایجاد شود!
از نگاه ۴p بازاریابی یا همان آمیخته بازاریابی می‌توان این گونه مرحله‌ی رشد را تحلیل  کرد:
محصول: ویژگی‌های جدیدی برای محصول باید ایجاد کرد و بسته‌بندی آن را بهبود بخشید! بهبود کیفیت از اقدام‌های لازم در این مرحله است!
قیمت: با توجه به استراتژیهای شرکت، می‌توان قیمت بالا را در نظر گرفت یا با ارائه‌ی محصول در قیمت پایین، احتمال ورود رقبا را کاهش داد.
توزیع: با توجه به آن که انتظار می‌رود در این مرحله تقاضا از جانب مشتریان منجر به افزایش تمایل فروشندگان به فروش این محصول گردد بایستی توزیع را گسترده‌تر و با استراتژی توزیع حداکثری پیش برد.
ترفیع: همان‌طور که اشاره شد، ایجاد ترجیح برای برند از اهداف ما در این مرحله است، پس افزایش تبلیغات از اقدام‌های لازم در این مرحله است!

## بلوغ
بیشترین سود را در این مرحله کسب خواهید کرد! احتمالاً در این مرحله کالاهای مشابه زیادی در بازار وجود دارد. هر چند احتمال رشد در فروش هنوز هم وجود دارد، ولی به هر حال با توجه به آن که برند قوی است و هزینه‌های تبلیغات را کاهش خواهیم داد، نمی‌توان انتظار سریع در فروش را داشت. باید تلاش کنیم تا با ایجاد تفاوت و تمایز بین محصولات خودمان و محصولات رقیب موجود در بازار، طول دوره‌ی بلوغ را افزایش دهیم. افزایش میزان مصرف از محصول در مشتریان فعلی، ترغیب مشتریان محصولات رقیب به خرید محصول ما و پیدا کردن مشتریان جدید از جمله اهداف ما در این مرحله است.
از نگاه ۴p بازاریابی یا همان آمیخته بازاریابی می‌توان این گونه مرحله‌ی بلوغ را تحلیل نمود:
محصول: اشاره شد که محصولات مشابه در بازار وجود خواهند داشت و ما باید محصولمان از رقبا متمایز سازیم. پس اضافه کردن امکانات جدید و نوآوری در محصول از اقدام‌های لازم است.
قیمت: کاهش قیمت احتمالاً یکی از راه حل‌های موجود و مؤثر برای مقابله با رقبا خواهد بود.
توزیع: شاید یکی از ابزارهای کلیدی موفقیت در این مرحله، توزیع باشد. افزایش امتیازات برای فروشنده‌ها، و پیدا کردن کانالهای جدید توزیع و فروش می‌تواند نقش کلیدی در افزایش دوران بلوغ محصول و جلوگیری از ورود آن به فاز افول بازی کنید!
ترفیع: ما باید مشتریان وفادار خود را افزایش دهیم! این کار را می‌توان با promotionها انجام داد، همچنین تبلیغات و ترفیعات مناسب می‌تواند مشتریان را قانع کند تا از مصرف محصولات رقیب به مصرف محصولات ما تغییر دهند!

## افول
خب اکنون به دوران افول در دوره‌ی عمر محصول رسیده‌ایم! این دوران چندان مطلوب نیست و مدیریت محصول در این دوران احتمالاً برای شما بسیار سخت خواهد بود.
بازار اشباع شده‌است، فروش روند نزولی خود را آغاز  کرده است، کاهش میزان تولید، موجب شده‌است، هزینه‌های تولید هر محصول افزایش یابد حاشیه‌ی سود شما را کاهش داده است.
شبکه‌ی توزیع و فروش احتمالاً تمایل گذشته را برای فروش محصولات شما نداشته باشد!
اما واقعاً این شرایط سخت چرا رخ داده است؟ ما پیشتر اقداماتی را برای پیشگیری از ورود به این دوران کرده بودیم، اما خب به هر حال اجتناب ناپذیر است. ممکن است سلیقه‌ی مشتریان تغییر کرده باشد، یا از لحاظ تکنولوژیکی این محصول دیگر فایده گذشته را نداشته باشد. که هر دوی این موضوعات کم و بیش خارج از دست مدیر محصول است. خب با این شرایط شرکت سه گزینه‌ی زیر را پیش روی خود می‌بیند:
1. ادامه‌ی تولید محصول و پافشاری برحضور در بازار این محصول به امید خروج سایر رقبا و در ادامه افزایش فروش و بازگشت به دوران سودآوری.
2. کاهش هزینه‌های بازاریابی و تأمین نیازهای مشتریان فعلی و وفادار.
3. توقف تولید برای زمانی که دیگر سودی عاید نمی‌شود و محصول موفق دیگری برای جایگزین کردن داریم.

از نگاه ۴p بازاریابی یا همان آمیخته بازاریابی می‌توان این گونه مرحله‌ی افول را تحلیل  کرد:
محصول: ایجاد تغییراتی در محصول به گونه‌ای که آن‌ها را محصولاتی جدید نشان دهد.
قیمت: کاهش قیمت محصولات به منظور ایجاد نقدینگی از طریق محصولاتی که در انبار باقی‌مانده است.
توزیع: توزیع انتخابی خواهد بود.
ترفیع: هزینه‌های ترفیع کاهش پیدا می‌کند و سعی می‌شود برند را برای محصولاتی که تولید آن‌ها ادامه دارد، با شرایط فعلی حفظ کنیم.

### نکاتی دیگر پیرامون چرخه‌ی عمر محصول Product Life Cycle - PLC
چرخه‌ی عمر محصول کمک شایانی را می‌تواند به مدیران بازاریابی کند تا از طریق آن استراتژیهای مختلف خود پیرامون متغیرهای مخالف بازاریابی اتخاذ کنند. اما به نظر می‌رسد که این مفهوم کاستیهایی را هم دارد. این چرخه نباید به تنهایی به عنوان ابزاری برای تصمیم‌گیری انتخاب شود بلکه می‌باید برای تصمیم‌گیری از نمودار عمر محصول در کنار بسیاری دیگر از ابزارهای تحلیلی مدیریت بازاریابی بهره گرفت تا به نتیجه‌ی مطلوب برسیم.
نکته‌ی دیگر که به نظر می‌رسد پیرامون این چرخه، لازم به توضیح باشد، طول زمانی این چرخه است. این چرخه می‌تواند برای محصولات مختلف کاملاً متفاوت باشد. مثلاً طول عمر یک فیلم سینمایی (به عنوان یک کالا) با یک لپ‌تاپ یا وسیله‌ی کامپیوتری می‌تواند کاملاً متفاوت با یک ابزار صنعتی باشد. این طول عمر می‌تواند برای محصولاتی کمتر از یکسال و برای برخی دیگر بسیار بیشتر باشد.